# Kanat Sydykow
Kanat Sydykow (kirgisisch Канат Сыдыков, englische Transkription: Kanat Sydykov; * 1989) ist ein kirgisischer Billardspieler aus Bischkek, der in der Billardvariante Russisches Billard antritt.
Er wurde 2012 und 2019 WM-Dritter in der Disziplin Kombinierte Pyramide.

## Karriere

### Russisches Billard
Kanat Sydykow nahm im Februar 2010 in der Kombinierten Pyramide erstmals an einer Weltmeisterschaft teil. Nach einem Auftaktsieg gegen Nurbek Eschbajew verlor er gegen Dmitri Bajew und Däuren Urynbajew und schied somit in der Vorrunde aus. Auch bei seinen beiden folgenden WM-Teilnahmen, der Freie-Pyramide-WM 2010 in Willingen und der Kombinierte-Pyramide-WM 2011 schied er mit jeweils einem Sieg und zwei Niederlagen in der Vorrunde aus. Daneben nahm er 2010 erstmals an den Asian Open teil, bei denen er in den Jahren 2010, 2011 und 2012 in der Vorrunde ausschied.
Im März 2012 wurde mit der Kombinierte-Pyramide-WM erstmals eine Billardweltmeisterschaft in Kirgisistan ausgetragen. Sydykow besiegte unter anderem Jauhen Saltouski, Aleksandr Sidorov und Jaroslaw Tarnowezkyj und zog als bester Vertreter seines Landes ins Halbfinale ein, in dem er sich dem späteren Weltmeister Alexander Tschepikow mit 5:6 knapp geschlagen geben musste. Nach Kanybek Sagynbajew war Sydykow der zweite Kirgise, der eine WM-Medaille im Russischen Billard gewann. Bei der Freie-Pyramide-WM 2012 schied er hingegen sieglos aus. Darüber hinaus hatte er 2012 erstmals am Moskauer Bürgermeisterpokal und am Kremlin Cup teilgenommen und war bei letzterem in die Runde der letzten 32 gelangt.
In den beiden folgenden Jahren nahm Sydykow jeweils in allen drei Disziplinen an den Weltmeisterschaften teil, die für ihn wenig erfolgreich verliefen. Er gewann insgesamt nur drei (2013) beziehungsweise zwei (2014) Spiele und kam nicht über das Sechzehntelfinale hinaus, das er 2013 in der Kombinierten Pyramide und 2014 in der Dynamischen Pyramide erreichte. Auch beim Kremlin Cup schied er 2013 und 2014 jeweils frühzeitig aus, in der Runde der letzten 128. 2014 gewann er die Bronzemedaille bei der kirgisischen Dynamische-Pyramide-Meisterschaft.
Im Juli 2015 erreichte Sydykow bei den Asian Open das Viertelfinale. Nachdem er bei drei WM-Teilnahmen in Folge sieglos geblieben war (Kombinierte Pyramide 2015, Freie Pyramide 2015, Kombinierte Pyramide 2016), zog Sydykow bei der Dynamische-Pyramide-WM 2016 zum zweiten Mal in ein WM-Achtelfinale ein und unterlag dort dem späteren Weltmeister Leonid Schwyrjajew (1:6).
Im April 2017 erreichte Sydykow bei der Kombinierte-Pyramide-WM die Runde der letzten 32. Im September 2017 gehörte er dem kirgisischen Aufgebot bei den Asian Indoor & Martial Arts Games im turkmenischen Aşgabat an. Beim Kombinierte-Pyramide-Wettbewerb erreichte er durch einen Sieg gegen Begenç Jumagylyjow das Halbfinale, in dem er dem früheren Weltmeister Älibek Omarow mit 2:5 unterlag, und somit die Bronzemedaille gewann. Einen Monat später folgte bei seiner ersten Teilnahme am Savvidi Cup das Erstrundenaus.
Anfang 2018 erreichte Sydykow bei der Dynamische-Pyramide-WM das Viertelfinale, in dem er sich dem späteren Weltmeister Dmytro Biloserow mit 2:6 geschlagen geben musste. Im selben Jahr zog er beim Savvidi Cup in die Runde der letzten 64 ein und musste bei der Freie-Pyramide-WM eine Auftaktniederlage hinnehmen.
Im März 2019 gewann Sydykow seine zweite WM-Medaille in der Kombinierten Pyramide. Nachdem er unter anderem die ehemaligen Weltmeister Leonid Schwyrjajew und Nikita Liwada sowie Semjon Saizew besiegt hatte, verlor er im Halbfinale gegen den Titelverteidiger Iossif Abramow (3:6). Im August schied er hingegen bei der Freie-Pyramide-WM in Tscholponata in der Vorrunde aus. Daneben erreichte er 2019 unter anderem das Achtelfinale beim Achmat-Kadyrow-Pokal, die Runde der letzten 64 beim Moskauer Bürgermeisterpokal und beim Kremlin Cup und schied beim Savvidi Cup in der zweiten Runde aus.
Im Januar 2020 zog Sydykow bei der kirgisischen Kombinierte-Pyramide-Meisterschaft ins Finale ein, in dem er Arsen Kalenbajew mit 1:5 unterlag.

### Snooker
Im Snooker nahm Kanat Sydykow im Juni 2016 an der kirgisischen Meisterschaft in der Variante 6-Red-Snooker teil und schied in der Vorrunde aus.

## Erfolge
| Ergebnis | Jahr | Turnier                                | Finalgegner      | Endstand |
| -------- | ---- | -------------------------------------- | ---------------- | -------- |
| Finalist | 2020 | Kirgisische Meisterschaft (Komb. Pyr.) | Arsen Kalenbajew | 1:5      |

## Teilnahmen an Weltmeisterschaften
| Disziplin            | 2010  | 2011  | 2012 | 2013 | 2014 | 2015 | 2016 | 2017  | 2018  | 2019  | 2020  |
| -------------------- | ----- | ----- | ---- | ---- | ---- | ---- | ---- | ----- | ----- | ----- | ----- |
| Freie Pyramide       | R     | –     | R    | R    | R    | L64  | –    | n. a. | L64   | R     | n. a. |
| Dynamische Pyramide  | n. a. | n. a. | –    | R    | L32  | –    | A    | n. a. | V     | n. a. | n. a. |
| Kombinierte Pyramide | R     | R     | H    | L32  | L64  | R    | R    | L32   | n. a. | H     | n. a. |
| Quelle:              |       |       |      |      |      |      |      |       |       |       |       |

| Legende | Legende                               |
| ------- | ------------------------------------- |
| S       | Sieger                                |
| F       | Finalist                              |
| HF / H  | Halbfinalist                          |
| VF / V  | Viertelfinalist                       |
| AF / A  | Achtelfinalist                        |
| LX      | Niederlage in der Runde der letzten X |
| R2      | Niederlage in Runde 2                 |
| R       | Vorrundenaus/Niederlage in Runde 1    |
| –       | nicht teilgenommen                    |
| n. a.   | nicht ausgetragen                     |